# 大内転筋
大内転筋（だいないてんきん、英語: adductor magnus muscle）は人間の恥骨の筋肉で股関節の内転、伸展を行う。
恥骨下枝の前面および坐骨（下）枝の前面から坐骨結節までの間に起こり、強大な筋腹は大腿骨の内側面を下方へ向かい、2つの部分に分かれ、一部は筋のまま粗線の内側唇に、他の部は腱となって大腿骨の内側上顆の内転筋結節で終わる。

## 大内転筋の行動、トレーニング
大内転筋は股関節を内転またははさみ込む動作に関連している。歩行や走行、サッカーや空手等の蹴る動作、組み技格闘技にて相手の胴体に脚を巻きつけるクロスガードポジション、足関節技や腕ひしぎ十字固めを掛ける際に脚で相手をクラッチ、ホールドする動作に関わり、競技やスポーツにおいて非常に重要な筋肉である。
その反面、鍛えることが難しく、肉離れ等で痛めやすいデリケートな部位でもある。トレーニング方法としては大きく分けて二通りあり、大きく股関節を開いて動作をするワイドスタンススクワットや四股、もう一つは脚を閉じる運動があり、アダクション等を使用する。